# 2001 DC106
2001 DC106, também escrito como 2001 DC106, é um objeto transnetuniano (TNO) que está localizado no cinturão de Kuiper, uma região do Sistema Solar. Ele é classificado como um cubewano. O mesmo possui uma magnitude absoluta de 6,3 e tem um diâmetro com cerca de 242 km.

## Descoberta
2001 DC106 foi descoberto no dia 28 de fevereiro de 2001 pelos astrônomos O. R. Hainaut, e A. C. Delsanti.

## Órbita
A órbita de 2001 DB106 tem uma excentricidade de 0,074 e possui um semieixo maior de 43,622 UA. O seu periélio leva o mesmo a uma distância de 40,383 UA em relação ao Sol e seu afélio a 46,861 UA.